# Saturnin (gnostyk)
Saturnin znany także jako Satornil (II w.) – syryjski gnostyk, współczesny Karpokratesa i Bazylidesa. Był prawdopodobnie uczniem Menandra, samarytańskiego heretyka chrześcijańskiego z nurtu gnostyckiego, ucznia Szymona Maga. Nauczał w Antiochii. Wiedza o nim pochodzi wyłącznie z dzieła Ireneusza z Lyonu – Przeciw herezjom, I, 22. Od Ireneusza zaczerpnęli: Hipolit Rzymski w dziele Odparcie wszelkich herezji, 7.28; Tertulian w dziele De praescriptione haereticorum, 3; Epifaniusz z Salaminy, w dziele Contra haereses panaria (Apteczka przeciw herezjom), 23; {Filaster biskup} Brescii (+397) w dziele O herezjach, 31 i inni.

## Nauczanie
Według Saturnina początkiem wszystkich rzeczy jest nieznany nikomu Ojciec. Bóg judaizmu był jednym z aniołów stworzonych przez tego nieznanego Ojca, obok archaniołów, mocy i władz. Podstawowe elementy opisu stworzenia Saturnin przejął od swego mistrza Szymona Maga, ten zaś prawdopodobnie bezpośrednio lub pośrednio z mitologii perskiej. Siedem aniołów stworzonych i inne byty duchowe, zebrawszy się razem, stworzyły świat. A następnie człowieka - na boski obraz, który zstąpił z wysoka. Obraz ten był zbyt duchowy dla tego niskiego świata. Człowiek był początkowo jak robak – pełzał po ziemi. Najwyższa siła zlitowała się nad nim, ponieważ był utworzony na jej obraz, i zesłała boską iskrę, która podniosła go i postawiła na nogi. Przy śmierci człowieka, iskra ta powraca do swojego wyższego świata, podczas gdy pozostałe elementy ulegają zniszczeniu.
Władze panujące w świecie pragnęły zniszczyć Ojca - najwyższą, transcendentną istotę. Bóg judaizmu, czyli według Saturnina jeden ze stworzonych przez Ojca aniołów, uciskał ludzi, którzy mieli boską iskrę w sobie. Dlatego Ojciec posłał zbawiciela, by ich odkupił i zniszczył tego boga.
Etyczne nauczanie Saturnina miało charakter enkratyczny, odrzucał małżeństwo i prokreację uznając je za pochodzące od Szatana i spożywanie mięsa.

## Kontekst gnostycki
Trzy elementy doktryny Saturnina świadczą o jej powiązaniu z wcześniejszymi myślicielami gnostyckimi: idea niepoznawalnego i absolutnie transcendentnego Boga, stworzenie świata przez anioły oraz przedstawienie Boga Starego Testamentu w opozycji do Nowego Testamentu. Kosmologia Saturnina ma cechy bliskie m.in. nauce ofitów. Bóg Pięcioksięgu u Saturnina jest przedstawiony w lepszym świetle niż u innych gnostyków, choć w relacji Hipolita rzymskiego jest on, zgodnie ze zwykłą gnostycką oceną, przyrównany do szatana. Można też odnaleźć u Saturnina elementy chrystologii właściwej dla doketyzmu, wyznającego pozorność ciała Jezusa. Innym przejętym od wcześniejszych nauczycieli elementem jest przeświadczenie, że proroctwo jest sprawą niższych aniołów. Najbardziej uderzającą nowością w stosunku do poprzedników jest zwrócenie się Saturnina i jego uczniów ku ascetyzmowi.